# Дискография Деми Ловато
Дискография американской певицы Деми Ловато состоит из восьми студийных альбомов, двух концертных альбомов, двух мини-альбомов и четырнадцати синглов. Прежде чем начать музыкальную карьеру, Ловато снялась в диснеевском музыкальном фильме Camp Rock, который впервые был показан 20 июня 2008 года. Дуэт Ловато и Джо Джонаса «This Is Me» был выпущен в качестве сингла из саундтрека к фильму и достиг #9 в чарте Billboard Hot 100.
После подписания контракта с Hollywood Records, Ловато выпустила свой дебютный сольный сингл «Get Back», который достиг #43 в Соединённых Штатах. Её дебютный студийный альбом Don’t Forget (2008) вошёл в Billboard 200 под #2, продажи которого составили 89 000 копий в первую неделю. Из альбома был выпущен ещё один сингл под названием «La La Land», который достиг #52 в США и попал в Топ-50 чартов Великобритании и Ирландии. Don’t Forget был продан тиражом более 520 000 копий в Соединённых Штатах и получил золотую сертификацию от Американской ассоциации звукозаписывающих компаний (RIAA). Второй студийный альбом певицы Here We Go Again (2009) дебютировал на вершине чарта Billboard 200, а продажи в первую неделю составили 108 000 копий. С тех пор число продаж превысило 500 000 копий в США, также альбому дана золотая сертификация от RIAA.
После выхода сиквела фильма Camp Rock 2 и сотрудничества с группой We the Kings, Ловато выпустила свой третий студийный альбом Unbroken (2011). В альбоме заметен её переход от поп-рока к R&B и эстрадным жанрам. Unbroken вошёл в чарт Billboard 200 под #4 с продажами 96 000 копий. С тех пор продано более 500 000 копий. Первый сингл альбома «Skyscraper» достиг #10 в Соединённых Штатах, а продажи составили 176 000 единиц в первую неделю. Песня стала первым синглом певицы, получившим платиновую сертификацию в США. Песня «Give Your Heart a Break» была выпущена в качестве второго сингла альбома в январе 2012 года. Четвёртый студийный альбом Ловато, получивший название Demi, был выпущен 14 мая 2013 года в США. До выхода альбома был выпущен первый сингл «Heart Attack», который является её самым продаваемым синглом на сегодняшний день. В первую неделю продажи составили 215 000 единиц, что сделало песню её самым быстро продаваемым синглом; помимо этого «Heart Attack» был сертифицирован дважды платиновым. Также из альбома были выпущены синглы «Made in the USA», «Neon Lights» и «Really Don’t Care». В настоящее время Ловато продала более 10 млн альбомов и 17 млн синглов по всему миру.

## Альбомы

### Студийные альбомы
| Название                                                                          | Детали | Высшая позиция в чартах | Высшая позиция в чартах | Высшая позиция в чартах | Высшая позиция в чартах | Высшая позиция в чартах | Высшая позиция в чартах | Высшая позиция в чартах | Высшая позиция в чартах | Высшая позиция в чартах | Высшая позиция в чартах | Сертификации                            | Продажи       |
| Название                                                                          | Детали | US                      | AUS                     | BEL (FL)                | CAN                     | GER                     | IRL                     | NZ                      | SPA                     | SWI                     | UK                      | Сертификации                            | Продажи       |
| --------------------------------------------------------------------------------- | --- | ----------------------- | ----------------------- | ----------------------- | ----------------------- | ----------------------- | ----------------------- | ----------------------- | ----------------------- | ----------------------- | ----------------------- | --------------------------------------- | ------------- |
| Don’t Forget                                                                      | - Выпущен: 23 сентября 2008 - Лейбл: Hollywood - Формат: CD, цифровая дистрибуция                                   | 2                       | —                       | —                       | 9                       | —                       | 84                      | 34                      | 13                      | —                       | 192                     | - RIAA: Gold                            | - US: 534,000 |
| Here We Go Again                                                                  | - Выпущен: 21 июля 2009 - Лейбл: Hollywood - Формат: CD, цифровая дистрибуция                                       | 1                       | 40                      | 88                      | 5                       | —                       | —                       | 10                      | 35                      | —                       | 199                     | - RIAA: Gold                            | - US: 496,000 |
| Unbroken                                                                          | - Выпущен: 20 сентября 2011 - Лейбл: Hollywood - Формат: CD, цифровая дистрибуция                                   | 4                       | 20                      | 25                      | 4                       | 61                      | 44                      | 3                       | 24                      | 29                      | 45                      | - RIAA: Gold                            | - US: 492,000 |
| Demi                                                                              | - Выпущен: 10 мая 2013 - Лейбл: Hollywood - Формат: CD, цифровая дистрибуция                                        | 3                       | 14                      | 19                      | 1                       | 39                      | 5                       | 7                       | 3                       | 36                      | 10                      | - RIAA: Gold - BPI: Silver - MC: Gold   | - US: 426,000 |
| Confident                                                                         | - Выпущен: 16 октября 2015 - Лейбл: Hollywood, Island Records, Safehouse - Формат: CD, цифровая дистрибуция         | 2                       | 3                       | 3                       | 1                       | 23                      | 3                       | 2                       | 4                       | —                       | 6                       | - RIAA: Gold                            | - US: 211,000 |
| Tell Me You Love Me                                                               | - Выпущен: 29 сентября 2017 - Лейбл: Hollywood, Island Records, Safehouse - Формат: CD, цифровая дистрибуция        | 3                       | 8                       | 10                      | 4                       | 32                      | 7                       | 6                       | 4                       | —                       | 5                       | - RIAA: Platinum - BPI: Gold - MC: Gold | - US: 249,000 |
| Dancing with the Devil...The Art of Starting Over                                 | - Выпущен: 2 апреля 2021 - Лейбл: Island Records - Формат: CD, цифровая дистрибуция, Винил                          | 2                       | 8                       | 5                       | 6                       | 12                      | 8                       | 12                      | 9                       | 7                       | 2                       |                                         | - US: 38,000  |
| Holy Fvck                                                                         | - Выпущен: 19 августа 2022 - Лейбл: Island Records - Формат: CD, LP, цифровая дистрибуция, стриминг, кассета, винил | 7                       | 47                      | 14                      | 45                      | 26                      | 89                      | 36                      | 19                      | 41                      | 7                       |                                         | - US: 20,000  |
| «—» обозначает, что альбом не попал в чарт или не был выпущен на этой территории. | |                         |                         |                         |                         |                         |                         |                         |                         |                         |                         |                                         |               |

### Ремикс-альбом
| Название | Детали                                                                            | Высшая позиция в чартах | Высшая позиция в чартах |
| Название | Детали                                                                            | US                      | UK                      |
| -------- | --------------------------------------------------------------------------------- | ----------------------- | ----------------------- |
| REVAMPED | - Выпущен: 15 сентября 2023 - Лейбл: Hollywood - Формат: CD, цифровая дистрибуция | 60                      | 59                      |

### Саундтреки
| Название                                                                          | Детали                                                                             | Высшая позиция в чартах | Высшая позиция в чартах | Высшая позиция в чартах | Высшая позиция в чартах | Высшая позиция в чартах | Высшая позиция в чартах | Высшая позиция в чартах | Высшая позиция в чартах | Высшая позиция в чартах | Высшая позиция в чартах | Сертификации                                                                    | Продажи         |
| Название                                                                          | Детали                                                                             | US                      | AUS                     | BEL (FL)                | CAN                     | FRA                     | GER                     | NZ                      | SPA                     | SWI                     | UK                      | Сертификации                                                                    | Продажи         |
| --------------------------------------------------------------------------------- | ---------------------------------------------------------------------------------- | ----------------------- | ----------------------- | ----------------------- | ----------------------- | ----------------------- | ----------------------- | ----------------------- | ----------------------- | ----------------------- | ----------------------- | ------------------------------------------------------------------------------- | --------------- |
| Camp Rock                                                                         | - Выпущен: June 17, 2008 - Лейбл: Walt Disney - Формат: CD, цифровая дистрибуция   | 3                       | 13                      | —                       | 2                       | 23                      | 9                       | 5                       | 2                       | 32                      | 13                      | - RIAA: Platinum - BPI: Silver - SNEP: Gold - PROMUSICAE: Platinum - RMNZ: Gold | - US: 1,334,000 |
| Camp Rock 2: The Final Jam                                                        | - Выпущен: 10 августа 2010 - Лейбл: Walt Disney - Формат: CD, цифровая дистрибуция | 3                       | 58                      | 10                      | 4                       | 39                      | 28                      | 22                      | 4                       | 45                      | —                       | - RIAA: Gold - ABPD: Gold - PRO: Gold                                           | - US: 500,000   |
| «—» обозначает, что альбом не попал в чарт или не был выпущен на этой территории. |                                                                                    |                         |                         |                         |                         |                         |                         |                         |                         |                         |                         |                                                                                 |                 |

### Мини-альбомы
| Название                        | Детали                                                                                        |
| ------------------------------- | --------------------------------------------------------------------------------------------- |
| iTunes Live from London         | - Выпущен: 17 мая 2009 - Лейбл: Hollywood - Формат: Цифровая дистрибуция                      |
| Spotify Session (Live From NYC) | - Выпущен: 8 января 2016 - Лейбл: Hollywood, Island, Safehouse - Формат: Цифровая дистрибуция |

### Концертные альбомы
| Название                             | Детали                                                                          |
| ------------------------------------ | ------------------------------------------------------------------------------- |
| Live: Walmart Soundcheck             | - Выпущен: 10 ноября 2009 - Лейбл: Hollywood - Формат: CD, цифровая дистрибуция |
| Camp Rock 2: Live Walmart Soundcheck | - Выпущен: 13 октября 2010 - Лейбл: Hollywood - Формат: Цифровая дистрибуция    |

## Синглы

### Как основной артист
| «This Is Me» (совместно с Джо Джонасом)                                          | 2008 | 9  | 46 | 16 | —  | 27 | —  | 36 | —  | 39 | 33  | Отсутствует | Camp Rock                                         |
| «Get Back»                                                                       | 2008 | 43 | —  | 93 | —  | —  | —  | —  | 54 | —  | —   | Отсутствует | Don’t Forget                                      |
| «La La Land»                                                                     | 2009 | 52 | 76 | —  | —  | 30 | —  | 82 | 65 | —  | 35  | Отсутствует | Don’t Forget                                      |
| «Don’t Forget»                                                                   | 2009 | 41 | —  | 76 | —  | —  | —  | —  | —  | —  | —   | Отсутствует | Don’t Forget                                      |
| «Here We Go Again»                                                               | 2009 | 15 | —  | 61 | —  | —  | 38 | —  | —  | —  | —   | - RIAA: Platinum | Here We Go Again                                  |
| «Remember December»                                                              | 2010 | —  | —  | —  | —  | —  | —  | —  | —  | —  | 80  | Отсутствует | Here We Go Again                                  |
| «Wouldn’t Change a Thing» (совместно с Джо Джонасом)                             | 2010 | —  | —  | 90 | —  | —  | —  | 28 | —  | —  | 71  | Отсутствует | Camp Rock 2: The Final Jam                        |
| «Skyscraper»                                                                     | 2011 | 10 | 45 | 18 | —  | 15 | 9  | 78 | —  | 67 | 7   | - RIAA: Platinum - ARIA: Platinum - RMNZ: Gold - BPI: Silver                                                                    | Unbroken                                          |
| «Give Your Heart a Break»                                                        | 2012 | 16 | —  | 19 | 32 | —  | 9  | —  | —  | —  | 194 | - RIAA: 3× Platinum - RMNZ: Gold - MC: Gold                                                                                     | Unbroken                                          |
| «Heart Attack»                                                                   | 2013 | 10 | 41 | 7  | 27 | 3  | 9  | 93 | 34 | 73 | 3   | - RIAA: 2× Platinum - ARIA: Gold - BPI: Silver - MC: 2× Platinum - IRMA: Gold - RMNZ: Gold - GLF: Platinum - IFPI DEN: Platinum | Demi                                              |
| «Made in the USA»                                                                | 2013 | 80 | —  | —  | —  | 50 | —  | —  | —  | —  | 89  | Отсутствует | Demi                                              |
| «Let It Go»                                                                      | 2013 | 38 | 25 | 31 | 15 | 34 | 13 | 91 | —  | 60 | 42  | - RIAA: 2x Platinum - ARIA: Platinum - BPI: Silver - MC: Platinum - RMNZ: Platinum - IFPI DEN: Platinum - GLF: Platinum         | Frozen                                            |
| «Neon Lights»                                                                    | 2013 | 36 | —  | 42 | —  | 67 | 12 | —  | —  | —  | 15  | - RIAA: Platinum - RMNZ: Gold                                                                                                   | Demi                                              |
| «Really Don’t Care» (featuring Cher Lloyd)                                       | 2014 | 26 | 81 | 24 | —  | 82 | 36 | —  | —  | —  | 92  | - RIAA: Platinum | Demi                                              |
| «Cool for the Summer»                                                            | 2015 | 11 | 20 | 14 | —  | 18 | 9  | —  | 13 | —  | 7   | - RIAA: 2x Platinum - ARIA: Platinum - BPI: Silver - MC: Platinum - RMNZ: Gold - FIMI: Gold - GLF: Platinum                     | Confident                                         |
| «Confident»                                                                      | 2015 | 28 | 25 | 30 | —  | 61 | 27 | —  | —  | —  | 65  | - RIAA: Platinum - MC: Platinum                                                                                                 | Confident                                         |
| «Stone Cold»                                                                     | 2016 | —  | —  | 79 | —  | —  | —  | —  | —  | —  | —   | - RIAA: Gold | Confident                                         |
| «Body Say»                                                                       | 2016 | 84 | —  | 59 | —  | —  | —  | —  | —  | —  | 188 | Отсутствует | без альбома                                       |
| «Sorry Not Sorry»                                                                | 2017 | 6  | 8  | 18 | 2  | 8  | 6  | 62 | 23 | 47 | 9   | | Tell Me You Love Me                               |
| «Tell Me You Love Me»                                                            | 2017 | 53 | —  | 32 | 39 | —  | 6  | —  | 46 | —  | —   | | Tell Me You Love Me                               |
| «Échame la Culpa» (совместно с Luis Fonsi)                                       | 2017 | 47 | 80 | 35 | 24 | 40 | 3  | 21 | 1  | 2  | 46  | | Vida                                              |
| «Sober»                                                                          | 2018 |    |    |    |    |    |    |    |    |    |     | | без альбома                                       |
| «Anyone»                                                                         | 2020 |    |    |    |    |    |    |    |    |    |     | | Dancing with the Devil...The Art of Starting Over |
| «I Love Me»                                                                      | 2020 |    |    |    |    |    |    |    |    |    |     | | Dancing with the Devil...The Art of Starting Over |
| «I’m Ready» (совместно с Sam Smith)                                              | 2020 |    |    |    |    |    |    |    |    |    |     | | Dancing with the Devil...The Art of Starting Over |
| «OK Not To Be OK» (совместно с Marshmello)                                       | 2020 |    |    |    |    |    |    |    |    |    |     | | Dancing with the Devil...The Art of Starting Over |
| «Still Have Me»                                                                  | 2020 |    |    |    |    |    |    |    |    |    |     | | без альбома                                       |
| «Commander In Chief»                                                             | 2020 |    |    |    |    |    |    |    |    |    |     | | без альбома                                       |
| «What Other People Say» (совместно с Sam Fischer)                                | 2021 |    |    |    |    |    |    |    |    |    |     | | Dancing with the Devil...The Art of Starting Over |
| «Dancing With The Devil»                                                         | 2021 |    |    |    |    |    |    |    |    |    |     | | Dancing with the Devil...The Art of Starting Over |
| «Met Him Last Night» (совместно с Ariana Grande)                                 | 2021 |    |    |    |    |    |    |    |    |    |     | | Dancing with the Devil...The Art of Starting Over |
| «Skin of My Teeth»                                                               | 2022 |    |    |    |    |    |    |    |    |    |     | | Holy Fvck                                         |
| «Substance»                                                                      | 2022 |    |    |    |    |    |    |    |    |    |     | | Holy Fvck                                         |
| «29»                                                                             | 2022 |    |    |    |    |    |    |    |    |    |     | | Holy Fvck                                         |
| «Heart Attack» (Rock Version)                                                    | 2023 |    |    |    |    |    |    |    |    |    |     | | REVAMPED                                          |
| «Cool for the Summer» (Rock Version)                                             | 2023 |    |    |    |    |    |    |    |    |    |     | | REVAMPED                                          |
| «Swine»                                                                          | 2023 |    |    |    |    |    |    |    |    |    |     | | без альбома                                       |
| «Penhasco2» (совместно с Luísa Sonza)                                            | 2023 |    |    |    |    |    |    |    |    |    |     | | Escândalo Íntimo                                  |
| «Chula» (совместно с Grupo Firme)                                                | 2024 |    |    |    |    |    |    |    |    |    |     | | TBA                                               |
| «—» обозначает, что сингл не попал в чарт или не был выпущен на этой территории. |      |    |    |    |    |    |    |    |    |    |     | |                                                   |

### Синглы при участии Деми Ловато
| Название                                                                         | Год  | Высшая позиция в чартах | Высшая позиция в чартах | Высшая позиция в чартах | Высшая позиция в чартах | Высшая позиция в чартах | Высшая позиция в чартах | Высшая позиция в чартах | Высшая позиция в чартах | Высшая позиция в чартах | Сертификации                                      | Альбом                                |
| Название                                                                         | Год  | US                      | AUS                     | BEL (FL)                | CAN                     | FRA                     | IRL                     | NZ                      | SCO                     | UK                      | Сертификации                                      | Альбом                                |
| -------------------------------------------------------------------------------- | ---- | ----------------------- | ----------------------- | ----------------------- | ----------------------- | ----------------------- | ----------------------- | ----------------------- | ----------------------- | ----------------------- | ------------------------------------------------- | ------------------------------------- |
| «We Rock» (среди исполнителей Camp Rock)                                         | 2008 | 33                      | —                       | —                       | —                       | —                       | —                       | —                       | —                       | 97                      | Отсутствует                                       | Camp Rock                             |
| «We’ll Be A Dream» (We the Kings featuring Demi Lovato)                          | 2010 | 76                      | —                       | —                       | —                       | —                       | —                       | —                       | —                       | —                       | Отсутствует                                       | Smile Kid                             |
| «Somebody to You» (The Vamps featuring Demi Lovato)                              | 2014 | —                       | 14                      | —                       | 68                      | 143                     | 10                      | 17                      | 1                       | 4                       | - ARIA: Platinum - BPI: Silver - RMNZ: Gold       | Somebody to You (EP) / Meet the Vamps |
| «Up» (Olly Murs featuring Demi Lovato)                                           | 2014 | —                       | 14                      | —                       | —                       | —                       | 3                       | 9                       | 3                       | 4                       | - ARIA: Platinum - RMNZ: Platinum - BPI: Platinum | Never Been Better                     |
| «Irresistible» (Fall Out Boy featuring Demi Lovato)                              | 2015 | 55                      | 104                     | —                       | 82                      | —                       | —                       | —                       | —                       | 70                      | Отсутствует                                       | American Beauty/American Psycho       |
| «Without A Fight» (Brad Paisley featuring Demi Lovato)                           | 2016 | —                       | —                       | —                       | —                       | —                       | —                       | —                       | —                       | —                       | Отсутствует                                       | без альбома                           |
| «No Promises» (Cheat Codes featuring Demi Lovato)                                | 2017 |                         |                         |                         |                         |                         |                         |                         |                         |                         |                                                   | без альбома                           |
| «Instruction» (Jax Jones featuring Stefflon Don & Demi Lovato)                   | 2017 |                         |                         |                         |                         |                         |                         |                         |                         |                         |                                                   | Snacks (EP) / Snacks (Supersize)      |
| «I Believe» (DJ Khaled featuring Demi Lovato)                                    | 2018 |                         |                         |                         |                         |                         |                         |                         |                         |                         |                                                   | A Wrinkle in Time                     |
| «Fall In Line» (Christina Aguilera featuring Demi Lovato)                        | 2018 |                         |                         |                         |                         |                         |                         |                         |                         |                         |                                                   | Liberation                            |
| «Solo» (Clean Bandit featuring Demi Lovato)                                      | 2018 |                         |                         |                         |                         |                         |                         |                         |                         |                         |                                                   | What Is Love?                         |
| «Monsters» (All Time Low featuring Blackbear & Demi Lovato)                      | 2020 |                         |                         |                         |                         |                         |                         |                         |                         |                         |                                                   | без альбома                           |
| «Breakdown» (G-Eazy featuring Demi Lovato)                                       | 2021 |                         |                         |                         |                         |                         |                         |                         |                         |                         |                                                   | These Things Happen Too               |
| «FIIMY (Fuck It, I Miss You)» (Winnetka Bowling League featuring Demi Lovato)    | 2022 |                         |                         |                         |                         |                         |                         |                         |                         |                         |                                                   | Pulp                                  |
| «Eve, Psyche & the Bluebeard’s Wife» (Le Sserafim featuring Demi Lovato)         | 2023 |                         |                         |                         |                         |                         |                         |                         |                         |                         |                                                   | без альбома                           |
| «—» обозначает, что сингл не попал в чарт или не был выпущен на этой территории. |      |                         |                         |                         |                         |                         |                         |                         |                         |                         |                                                   |                                       |

### Промосинглы
| Название                                                                         | Год  | Высшая позиция | Высшая позиция | Высшая позиция | Альбом                                                      |
| Название                                                                         | Год  | US             | CAN            | UK             | Альбом                                                      |
| -------------------------------------------------------------------------------- | ---- | -------------- | -------------- | -------------- | ----------------------------------------------------------- |
| «Moves Me»                                                                       | 2004 | —              | —              | —              | без альбома                                                 |
| «That’s How You Know»                                                            | 2008 | —              | —              | —              | Disneymania 6                                               |
| Send It On» (совместно с Jonas Brothers, Miley Cyrus & Selena Gomez)             | 2009 | 20             | —              | —              | без альбома                                                 |
| «Catch Me»                                                                       | 2009 | 89             | —              | —              | Here We Go Again                                            |
| «Bounce» (совместно с Jonas Brothers и Big Rob)                                  | 2009 | —              | —              | —              | без альбома                                                 |
| «Gift of a Friend»                                                               | 2009 | —              | —              | —              | Here We Go Again / Tinker Bell and the Lost Treasure        |
| «Make A Wave» (совместно с Joe Jonas)                                            | 2010 | 84             | —              | —              | без альбома                                                 |
| «Can’t Back Down» (в числе исполнителей Camp Rock 2: The Final Jam)              | 2010 | —              | —              | 178            | Camp Rock 2: The Final Jam                                  |
| «Me, Myself and Time»                                                            | 2010 | —              | —              | —              | Sonny With A Chance                                         |
| «I Have You, Don’t Leave Me»                                                     | 2014 | —              | —              | —              | Demi                                                        |
| «You Don’t Do It for Me Anymore»                                                 | 2017 |                |                |                | Tell Me You Love Me                                         |
| «Sexy Dirty Love»                                                                | 2017 |                |                |                | Tell Me You Love Me                                         |
| «Waitin' For You» (featuring Sirah)                                              | 2015 | —              | —              | —              | Confident                                                   |
| «Don’t Go Breaking My Heart» (Q-Tip featuring Demi Lovato)                       | 2018 | —              | —              | —              | Revamp: Reimagining the Songs of Elton John & Bernie Taupin |
| «Unforgettable (Tommy’s Song)»                                                   | 2021 | —              | —              | —              | без альбома                                                 |
| «Still Alive»                                                                    | 2023 | —              | —              | —              | Крик 6                                                      |
| «Sorry Not Sorry» (Rock Version)                                                 | 2023 | —              | —              | —              | REVAMPED                                                    |
| «Let Me Down Easyt» (совместно с Daisy Jones & the Six)                          | 2023 | —              | —              | —              | Aurora (Super Deluxe)                                       |
| «Confident» (Rock Version)                                                       | 2023 | —              | —              | —              | REVAMPED                                                    |
| «—» обозначает, что сингл не попал в чарт или не был выпущен на этой территории. |      |                |                |                |                                                             |

## Другие песни
| Название                                                                            | Год  | Высшая позиция | Высшая позиция | Высшая позиция | Альбом                                            |
| Название                                                                            | Год  | US             | CAN            | UK             | Альбом                                            |
| ----------------------------------------------------------------------------------- | ---- | -------------- | -------------- | -------------- | ------------------------------------------------- |
| «Who Will I Be»                                                                     | 2008 | —              | 80             | 169            | Camp Rock                                         |
| «On the Line» (with Jonas Brothers)                                                 | 2008 | 100            | —              | —              | Don’t Forget                                      |
| «One and the Same» (совместно с Selena Gomez)                                       | 2009 | 82             | —              | —              | Disney Channel Playlist                           |
| «Fix a Heart»                                                                       | 2011 | 69             | 78             | —              | Unbroken                                          |
| Unbroken»                                                                           | 2011 | 98             | —              | —              | Unbroken                                          |
| «All Night Long» (featuring Missy Elliott and Timbaland)                            | 2011 | —              | —              | —              | Unbroken                                          |
| «Lightweight»                                                                       | 2011 | —              | —              | —              | Unbroken                                          |
| «Warrior»                                                                           | 2013 | —              | —              | —              | Demi                                              |
| «Heart by Heart»                                                                    | 2013 | —              | —              | 115            | Орудия смерти: Город костей                       |
| «The Art of Starting Over»                                                          | 2021 | —              | —              | —              | Dancing with the Devil...The Art of Starting Over |
| «Easy» (совместно с Noah Cyrus)                                                     | 2021 | —              | —              | —              | Dancing with the Devil...The Art of Starting Over |
| «—» обозначает, что песня не попала в чарт или не была выпущена на этой территории. |      |                |                |                |                                                   |

## Другие появления
| Название                  | Год  | Другие артисты | Альбом                               |
| ------------------------- | ---- | -------------- | ------------------------------------ |
| «Wonderful Christmastime» | 2008 | Нет            | All Wrapped Up                       |
| «One and the Same»        | 2008 | Селена Гомез   | Disney Channel Playlist              |
| «Gonna Get Caught»        | 2009 | Нет            | Lulz: A Corruption of LOL — Vol. VII |
| «What to Do»              | 2010 | Нет            | Sonny with a Chance                  |
| «Work of Art»             | 2010 | Нет            | Sonny with a Chance                  |
| «So Far, So Great»        | 2010 | Нет            | Sonny with a Chance                  |
| «Why Don’t You Love Me?»  | 2011 | Hot Chelle Rae | Whatever                             |
| «Here Comes the Sun»      | 2013 | Ная Ривера     | Glee Sings the Beatles               |
| «Roar»                    | 2013 | Glee Cast      | A Katy or a Gaga                     |
| «Up»                      | 2014 | Олли Мерс      | Never Been Better                    |
| «Avalanche»               | 2014 | Ник Джонас     | Nick Jonas                           |
| «I Will Survive»          | 2016 | Нет            | Angry Birds в кино                   |

## Видеоклипы
| Название                     | Другие артисты в клипе                  | Год  | Режиссёр(-ы)                  |
| ---------------------------- | --------------------------------------- | ---- | ----------------------------- |
| «Get Back»                   | нет                                     | 2008 | Филип Анделман                |
| «La La Land»                 | нет                                     | 2008 | Брендан Маллой и Тим Уилер    |
| «Don’t Forget»               | нет                                     | 2009 | Роберт Хейлз                  |
| «Lo Que Soy»                 | нет                                     | 2009 | Эдгар Ромео                   |
| «Here We Go Again»           | нет                                     | 2009 | Брендан Маллой и Тим Уилер    |
| «One and the Same»           | Селеной Гомес                           | 2009 | Брендон Дикерсон              |
| «Send It On»                 | Jonas Brothers Miley Cyrus Selena Gomez | 2009 | н/д                           |
| «Bounce»                     | Jonas Brothers                          | 2009 | JBD Productions               |
| «Gift of a Friend»           | нет                                     | 2009 | н/д                           |
| «Remember December»          | нет                                     | 2009 | Тим Уилер                     |
| «We’ll Be A Dream»           | We the Kings                            | 2010 | Рауль Б. Фернандес            |
| «Make a Wave»                | Joe Jonas                               | 2010 | н/д                           |
| «It’s On»                    | Актёры Camp Rock 2: Отчётный концерт    | 2010 | Брендон Дикерсон              |
| «Wouldn’t Change a Thing»    | Joe Jonas                               | 2010 | Пол Оэн                       |
| «Skyscraper»                 | нет                                     | 2011 | Марк Пеллингтон               |
| «Give Your Heart a Break»    | нет                                     | 2012 | Джастин Фрэнсис               |
| «Heart Attack»               | нет                                     | 2013 | Крис Эпплбаум                 |
| «Made in the USA»            | нет                                     | 2013 | Райан Паллотта и Деми Ловато  |
| «Let It Go»                  | нет                                     | 2013 | Деклан Уайтблум               |
| «Neon Lights»                | нет                                     | 2013 | Райан Паллотта                |
| «Somebody To You»            | The Vamps                               | 2014 | Эмиль Нава                    |
| «In Case»                    | нет                                     | 2014 | Майкл Сарнер                  |
| «Really Don’t Care»          | Cher Lloyd                              | 2014 | Райан Паллотта                |
| «Up»                         | Olly Murs                               | 2014 | Бэн и Гейб Тёрнер             |
| "Nightingale"рн              | нет                                     | 2014 | Блэк Коффи                    |
| «Cool for the Summer»        | нет                                     | 2015 | Ханна Люкс Дэвис              |
| «Confident»                  | нет                                     | 2015 | Роберт Родригез               |
| «Waitin' For You»            | Sirah                                   | 2015 | Ханна Люкс Дэвис и Блэк Коффи |
| «Irresistible»               | Fall Out Boy                            | 2016 | Уэйн Ишам                     |
| «Stone Cold»                 | нет                                     | 2016 | Патрик Эсклесайн              |
| «Without A Fight»            | Brad Paisley                            | 2016 | Джефф Венэйбл                 |
| «No Promises»                | Cheat Codes                             | 2017 | Ханна Люкс Дэвис              |
| «Instruction»                | Jax Jones, Stefflon Don                 | 2017 | Оззи Паллин                   |
| «Sorry Not Sorry»            | нет                                     | 2017 | Ханна Люкс Дэвис              |
| «Tell Me You Love Me»        | нет                                     | 2017 | Марк Пеллингтон               |
| «Échame la Culpa»            | Luis Fonsi                              | 2017 | н/д                           |
| «I Believe»                  | DJ Khaled                               | 2018 | Ханна Люкс Дэвис              |
| «Don’t Go Breaking My Heart» | Q-Tip                                   | 2018 | н/д                           |
| «Fall in Line»               | Christina Aguilera                      | 2018 | Люк Гилфорд                   |
| «Solo»                       | Clean Bandit                            | 2018 | Джек Паттерсон и Грейс Чатто  |
| «Solo» (Japan Edition)       | Clean Bandit                            | 2018 | Ютака Охара                   |
| «I Love Me»                  | нет                                     | 2020 | Ханна Люкс Дэвис              |
| «I’m Ready»                  | Sam Smith                               | 2020 | Джора Франтзис                |
| «Ok Not to Be Ok»            | Marshmello                              | 2020 | Ханна Люкс Дэвис              |
| «Commander In Chief»         | нет                                     | 2020 | Director X                    |
| «What Other People Say»      | Sam Fischer                             | 2021 | Дано Керни                    |
| «Dancing with the Devil»     | нет                                     | 2021 | Деми Ловато и Майкл Д. Ратнер |
| «Melon Cake»                 | нет                                     | 2021 | Ханна Люкс Дэвис              |
| «Breakdown»                  | G-Eazy                                  | 2021 | Daniel CZ                     |
| «Skin of My Teeth»           | нет                                     | 2022 | Ник Харвуд                    |
| «Substance»                  | нет                                     | 2022 | Коди Критчелоу                |
| «Still Alive»                | нет                                     | 2023 | Джэнсэн Ноэн                  |
| «Swine»                      | нет                                     | 2023 | Мэриэл О’Коннэлл              |
| «Penhasco2»                  | Luísa Sonza                             | 2023 | Диего Фрага                   |

### Как приглашенный артист
| Название                                     | Основной артист              | Год  | Режиссёр(-ы)                  |
| -------------------------------------------- | ---------------------------- | ---- | ----------------------------- |
| «Something New» (featuring Ty Dolla Sign)    | Wiz Khalifa                  | 2017 | Брайан Барбер                 |
| «Deadbeat» (featuring Skrillex)              | Sirah                        | 2017 | Дэвид Форхэнд и Сира          |
| «Never Alone» (Paul Oakenfold & Varun Remix) | Emmanuel Kelly               | 2020 | н/д                           |
| «Stuck with U»                               | Ariana Grande, Justin Bieber | 2020 | Рори Крамер и Альфредо Флорес |
| «Malibu» (At Home Edition)                   | Kim Petras                   | 2020 | н/д                           |
| «Do It Like Me»                              | Bhad Bhabie                  | 2020 | н/д                           |